# 金光安兵衛
金光 安兵衛（かなみつ やすべえ、生没年不詳）は、宇喜多氏家臣。長子は金光与次郎、次子は金光清右衛門。金光宗高は祖父に当たるとされる。
金光太郎右衛門の嫡男として生まれたが、世子のまま日々を過ごす。関ヶ原の戦いで宇喜多氏が敗れると父や伯父とされる金光文右衛門たちとともに御野郡古松村（岡山市北区東・西古松）で隠棲した。
その後、児島郡へ隠退し病死したという（この地に息子・清右衛門の居宅もしくは役宅があったからかどうかは不明である。ただ、もう一人の息子・与次郎とは途中で別れて暮らしている）。